# مناف آل سعيد
مناف آل سعيد (ولد في 19 أيار/مايو 1976) هو لاعب كرة يد سعودي سابق،  لعب في نادي النور ومثّل منتخب السعودية لكرة اليد. اعتزل آل سعيد اللعب في عام 2015.
شارك في بطولة العالم لكرة اليد للرجال عام 2017.